# Gottfried Wilhelm Baer
Gottfried Wilhelm Baer (* 31. März 1811 in Zwebendorf; † 8. Februar 1873 in Niemegk) war ein deutscher Orgelbauer, der im 19. Jahrhundert von Niemegk aus wirkte.

## Leben
Wilhelm Baer wurde als Sohn des Zwebendorfer Dorflehrers Johann Gottfried Baer geboren. Er erlernte bei Orgelbaumeister Johann Carl Friedrich Lochmann in Delitzsch das Orgelbauhandwerk. Kurzzeitig soll Baer dann auch bei Johann Friedrich Turley in Arbeit gestanden haben. Im Jahr 1841 heiratete Willhelm Baer die Witwe des Niemegker Instrumentenmachers Friedrich Gottlieb Lobbes, Emma Emilie Poppenburg. Im Jahr seiner Hochzeit schuf Baer auch sein erstes Werk, in der Dorfkirche zu Rädigke. Er führte Lobbes’ Werkstatt in der Jusistenstraße 4 in Niemegk fort und begann auch seinen Stiefsohn Friedrich Wilhelm Lobbes in der Kunst des Orgelbaus zu unterweisen. Lobbes ist der bisher einzige nachweisbare Schüler Baers. Nach Jahren der partnerschaftlichen Zusammenarbeit übertrug Baer im Jahr 1870 Lobbes die Geschäftsführung, die dieser bis zu seinem Tod im Jahr 1911 innehatte.
Baer starb im Jahr 1873 im Alter von 61 Jahren an den Folgen einer lebenslangen Herz- und Lungenschwäche, wie in den Niemegker Kirchenbüchern vermerkt ist. Die Grabstätte Wilhelm Baers ist wahrscheinlich bei der Umsetzung des Niemegker Friedhofes um 1880 verschwunden.

## Werk
Wilhelm Baer Baer schuf nach heutigem Stand 27 Werke von überwiegend kleiner Größe, vor allem einmanualige Dorforgeln im Umkreis von Niemegk. Nur drei seiner Instrumente verfügen über zwei Manuale und mehr als zwölf Register. Orientiert sind die Werke noch immer an der klassischen Bau- und Dispositionsweise des Spätbarock mit Übergang zur Frühromantik.
Die Größe der Instrumente wird in der fünften Spalte durch die Anzahl der Manuale und die Anzahl der klingenden Register in der sechsten Spalte angezeigt. Ein großes „P“ steht für ein selbstständiges Pedal, ein kleines „p“ für ein angehängtes Pedal. Eine Kursivierung zeigt an, dass die betreffende Orgel nicht mehr erhalten ist.
| Jahr    | Ort           | Kirche                               | Bild | Manuale | Register | Bemerkungen |
| ------- | ------------- | ------------------------------------ | ---- | ------- | -------- | --- |
| 1841    | Rädigke       | Evangelische Dorfkirche              |      | I/P     | 8        | Im Jahr seiner Hochzeit geschaffen. Der Subbass 16′ wurde erst später hinzugefügt. Davor war das Pedal ausschließlich angehängt.                                           |
| 1845    | Brachwitz     | Evangelische Dorfkirche              |      | I/P     | 9        | Größtenteils original erhalten. |
| 1847    | Beelitz       | St. Marien und St. Nikolai (Beelitz) |      | II/P    | 18       | Erweiterung der vorhandenen Orgel um ein zweites Manual. Nicht erhalten. Wurde im Jahre 1887 ersetzt durch Adam Eifert.                                                    |
| 1848    | Locktow       | Evangelische Kirche                  |      | I/P     | 10       | Größtenteils original erhalten. |
| 1848    | Rohrbeck      | Dorfkirche Rohrbeck (Niedergörsdorf) |      | I/P     | 10       | Größtenteils original erhalten. |
| 1850    | Schlalach     | Evangelische Dorfkirche              |      | I/P     | 9        | Nicht erhalten. Der Prospekt wurde für den Neubau wiederverwendet. |
| 1851    | Kloster Zinna | Klosterkirche                        |      | II/P    | 19       | Restauriert und rekonstruiert durch Mitteldeutscher Orgelbau A. Voigt. Heute stellt sie Baers zweitgrößtes Werk dar.                                                       |
| 1853    | Lobbese       | Evangelische Dorfkirche              |      | I/P     | 8        | Die Orgel ist verändert erhalten. |
| 1853/54 | Niemegk       | St. Johannis                         |      | II/P    | 30       | Baers größte Orgel. Um 1960 starke Veränderung. 1997–2021 in Etappen Restaurierung/Rückführung in den Originalzustand durch Karl Schuke Berliner Orgelbauwerkstatt → Orgel |
| 1854    | Rietz         | Evangelische Dorfkirche              |      | I/p     | 6        | Lange Zeit unspielbar. 2017 instand gesetzt. |
| 1855    | Mörz          | Evangelische Dorfkirche              |      | I/P     | 12       | Verändert erhalten |
| 1856    | Dahnsdorf     | Evangelische Dorfkirche              |      | I/P     | 12       | Restauriert durch Alexander Schuke Potsdam Orgelbau. |
| 1859    | Phöben        | Evangelische Dorfkirche              |      | I/P     | 9        | |
| 1859    | Damsdorf      | Evangelische Dorfkirche              |      | I/P     | 9        | Verändert erhalten |
| 1860    | Preußnitz     | Evangelische Dorfkirche              |      | I/P     | 7        | Pedal zunächst nur angehängt. Später wurde ein Subbass 16′ hinzugefügt. |
| 1862    | Götz          | Evangelische Dorfkirche              |      | I/P     | 12       | Derzeit fast unspielbar. |
| 1863    | Bochow        | Evangelische Dorfkirche              |      | I/P     | 9        | Größtenteils original erhalten. 2011 durch Max Wedjelek überholt. |
| 1865    | Bergholz      | Evangelische Dorfkirche              |      | I/P     | 8        | Durch Orgelbau Wolter restauriert. |
| 1865    | Niebede       | Evangelische Dorfkirche              |      | I/p     | 6        | Größtenteils original erhalten. → Orgel |
| 1866    | Glienicke     | Evangelische Dorfkirche              |      | I/P     | 10       | Größtenteils original erhalten. |
| 1867    | Göhlsdorf     | Evangelische Dorfkirche              |      | I/P     | 12       | Größtenteils original erhalten. Besitzt im Gegensatz zu den anderen Werken geteilte Principalregister.                                                                     |
| 1868    | Schlamau      | Evangelische Dorfkirche              |      | I/p     | 6        | Größtenteils original erhalten. |
| 1869    | Nichel        | Evangelische Dorfkirche              |      | I/p     | 6        | Mechanische Anlage original erhalten. 3 neue Register durch Orgelbau Möller eingebaut.                                                                                     |
| 1870    | Meßdunk       | Evangelische Dorfkirche              |      | I/p     | 6        | Gehäuse und Reste erhalten. |
| 1872    | Schwanebeck   | Evangelische Dorfkirche              |      | I/P     | 8        | Verändert erhalten. |
| 1872    | Cammer        | Evangelische Dorfkirche              |      | I/p     | 6        | Größtenteils original erhalten. |